# 駐日ウクライナ大使館
駐日ウクライナ大使館（ちゅうにちウクライナたいしかん、ウクライナ語: Посольство України в Японії、英語: Embassy of Ukraine in Japan）は、ウクライナが日本の首都東京に設置している大使館である。在東京ウクライナ大使館（ウクライナ語: Посольство України в Токіо、英語: Embassy of Ukraine in Tokyo）とも呼称される。
1991年8月24日、ウクライナがソビエト連邦から離脱して独立する。1991年12月28日、日本がウクライナを主権国家として承認。1992年1月26日に両国間の外交関係が樹立され、1994年9月に大使館が開設された。

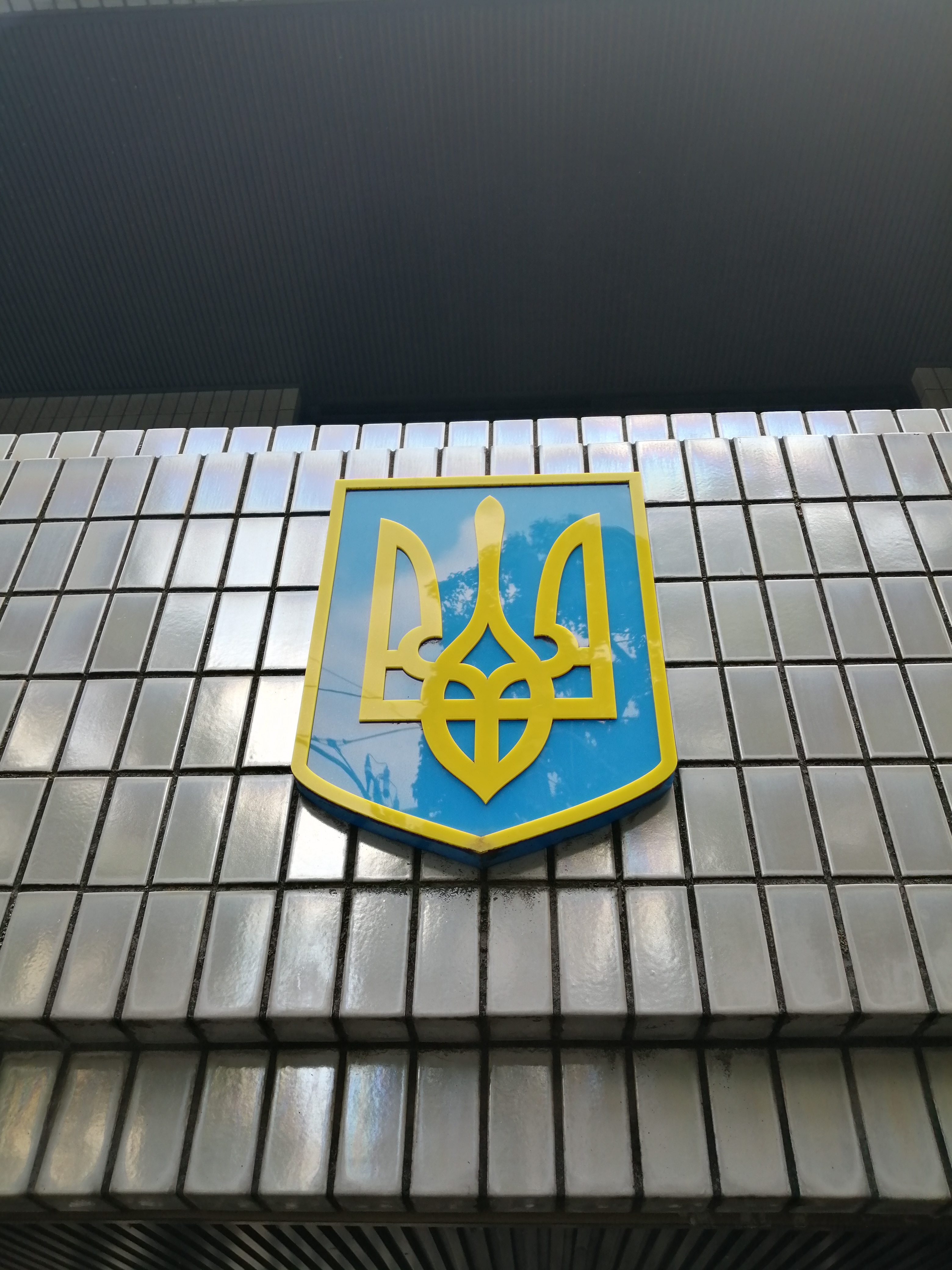
大使館正面のウクライナ国章

## 所在地
| 日本語       | 〒106-0031 東京都港区西麻布3-5-31              |
| ウクライナ語 | Токіо 106-0031, Мінато, Нісі-Адзабу 3-5-31     |
| 英語         | 3-5-31, Nishi-azabu, Minato-ku, Tokyo 106-0031 |
| アクセス     | 東京メトロ日比谷線広尾駅3番出口                |

## 大使
2025年7月21日、ゼレンスキー大統領よりユーリ・ルトビノフが駐日大使に任命された。

## ウクライナ支援方法についてのお知らせ
| 団体名                                                            | URL                                 | Eメール                      | 寄付口座詳細 |
| ウクライナ支援を行う日本在留ウクライナ人コミュニティ団体リスト    |                                     |                              | |
| NPO法人ユーラシア                                                 | https://npoeurasia.org/             | eurasia.npo.oki@gmail.com    | GMOあおぞらネット 銀行法人第二営業部 普通 1556382 特定非営利活動法人ユーラシア                                         |
| NPO法人 日本ウクライナ友好協会 KRAIANY (クラヤヌィ)               | https://www.kraiany.org/ja/         | contact@kraiany.org          | 三菱UFJ銀行 品川駅前支店 588 普通 0516596 トクテイヒエイリカツドウホウジンニホンウクライナユウコウキヨウカイクラヤヌイ |
| NPO法人日本ウクライナ文化協会                                     | https://jp-ua.org/                  | npo.juca@gmail.com           | ゆうちょ銀行口座 店名 二〇八(二ゼロハチ) 店番 208 口座番号 1943123 トクヒ)ニホンウクライナブンカキョウカイ             |
| 福岡県ウクライナ協会 "UAFukuoka"                                  | https://uafukuoka.org/jp/home-jp/   | uafukuoka2022@gmail.com      | 福岡銀行 本店営業部 100 普通 6870276 ウクライニアンアソシエーションオブ フクオカプリフェクチャユーエーフ               |
| 一般社団法人関西ウクライナ友好協会                                | https://kufa.or.jp/                 | kua.kansai.ukraine@gmail.com | りそな銀行 大阪西区支店 支店番号108 普通口座 0299934 一般社団法人関西ウクライナ友好協会                                |
| 一般社団法人ドドム                                                | https://www.facebook.com/dodomu.jp/ | dodomu.jp@gmail.com          | GMOあおぞらネット 銀行法人第二営業部(支店コード: 102) 普通 2014454 シヤ) ドドム                                        |
| NPO法人Beautiful World                                            | https://www.bwnpo.org/              | info@bwnpo.org               | ゆうちょ銀行口座 店名 七六八(ナナロクハチ) 店番 768 口座番号 3064360 トクヒ) ビューティフル ワールド                   |
| NPO法人ウクライナ文化センターＵＫＲＡＩＮＥ ＨＯＵＳＥ ＪＡＰＡＮ | https://www.ukrainehouse.jp/ja      | info@ukrainehouse.jp         | みずほ銀行 店名 銀座支店 店番 035 普通口座 4349671 NPO法人ウクライナ文化センターUKRAINE HOUSE JAPAN                    |

※上記の内容は在日ウクライナ大使館公式X(2025年3月5日午後1時58分公開)より転載した公式情報です。削除しないでください。

## ギャラリー

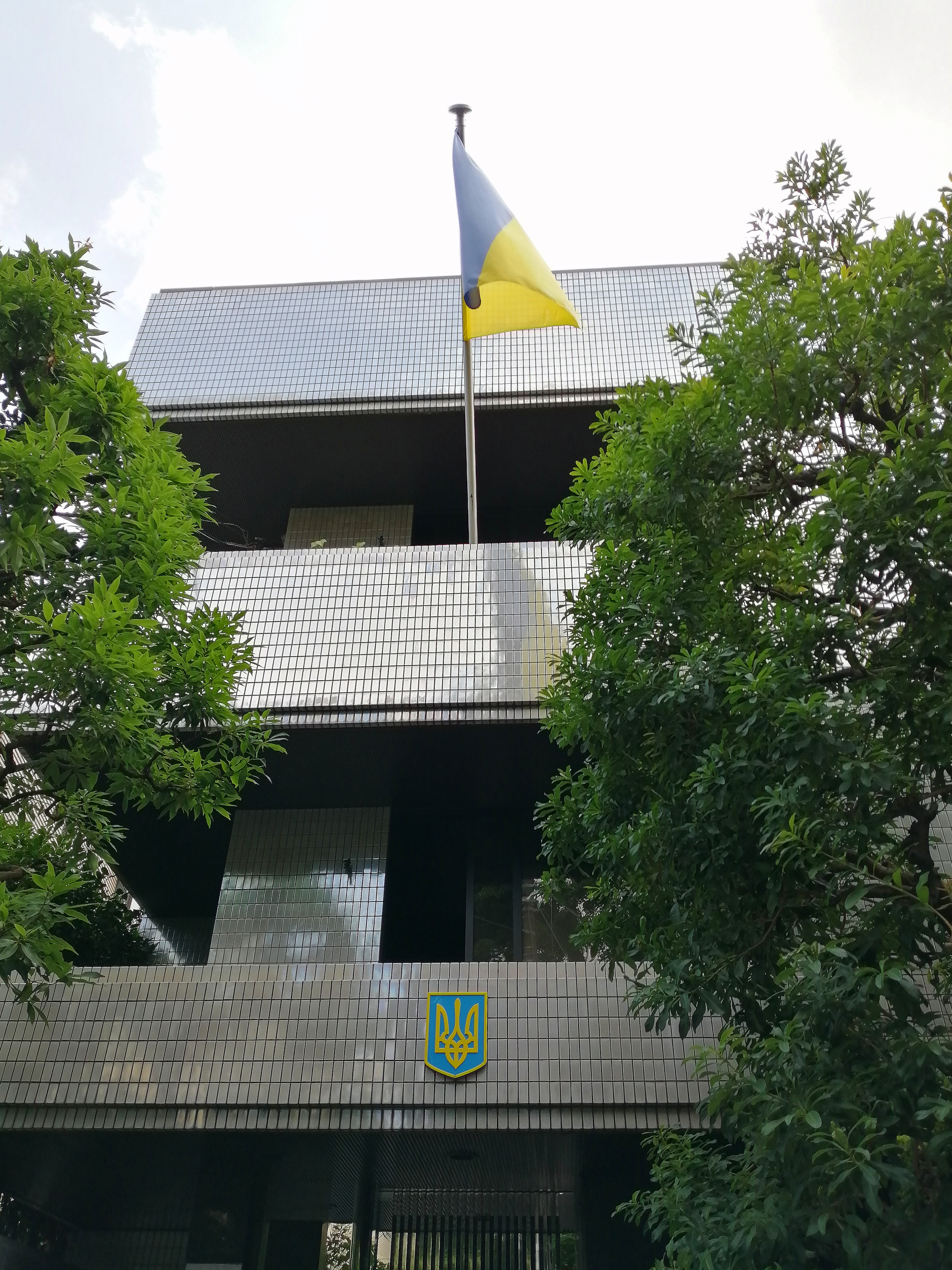
ウクライナ大使館
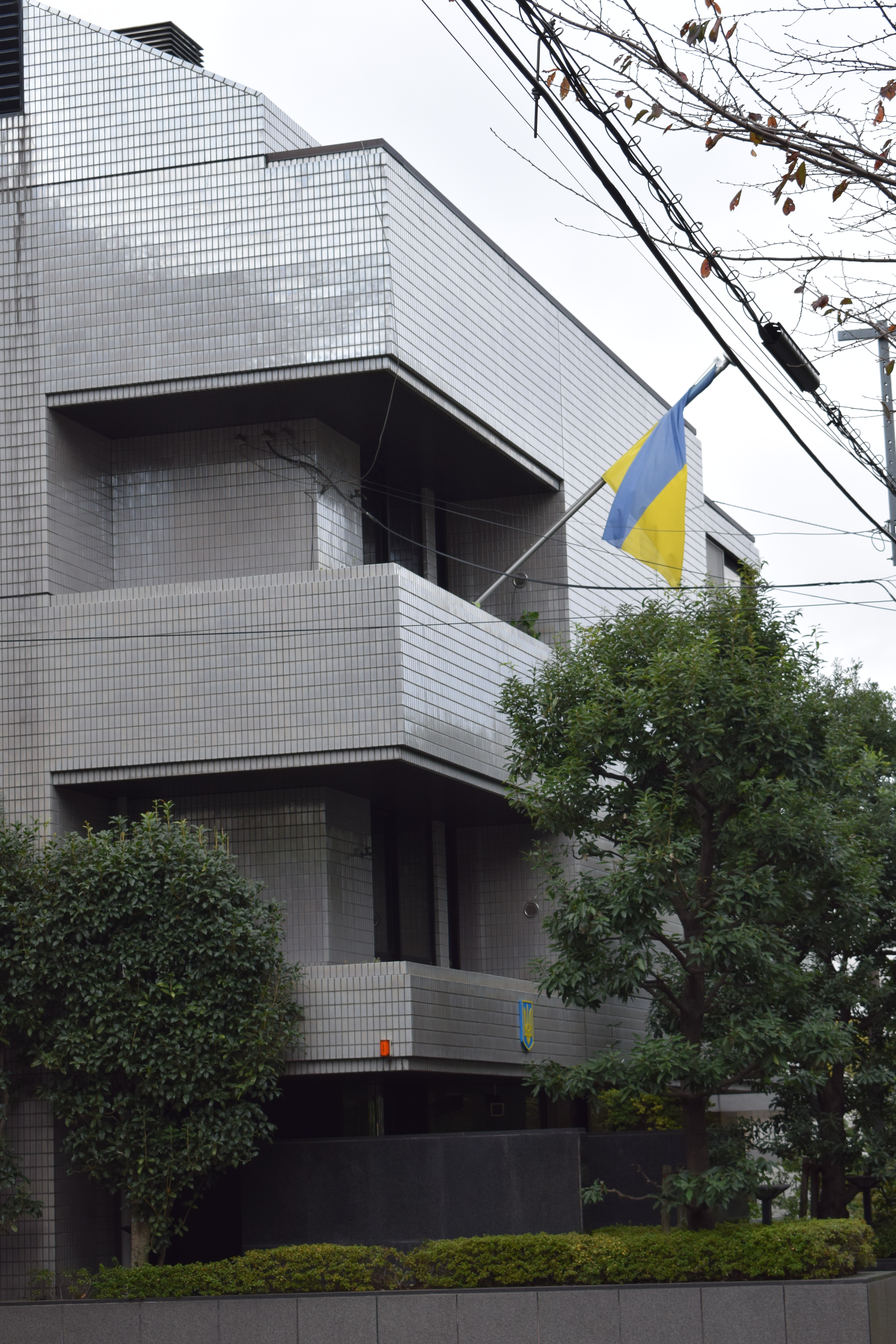
ウクライナ大使館
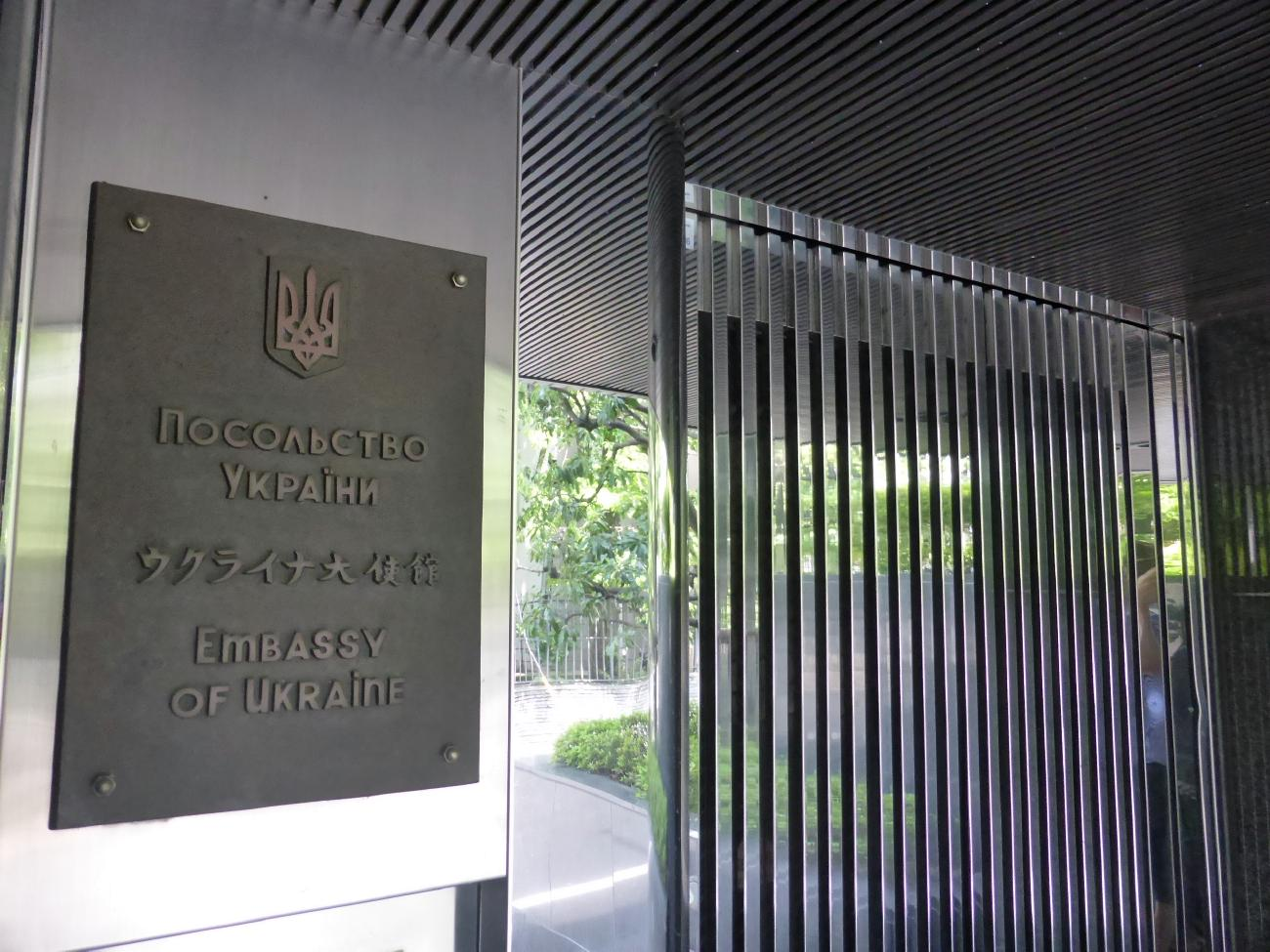
ウクライナ大使館表札
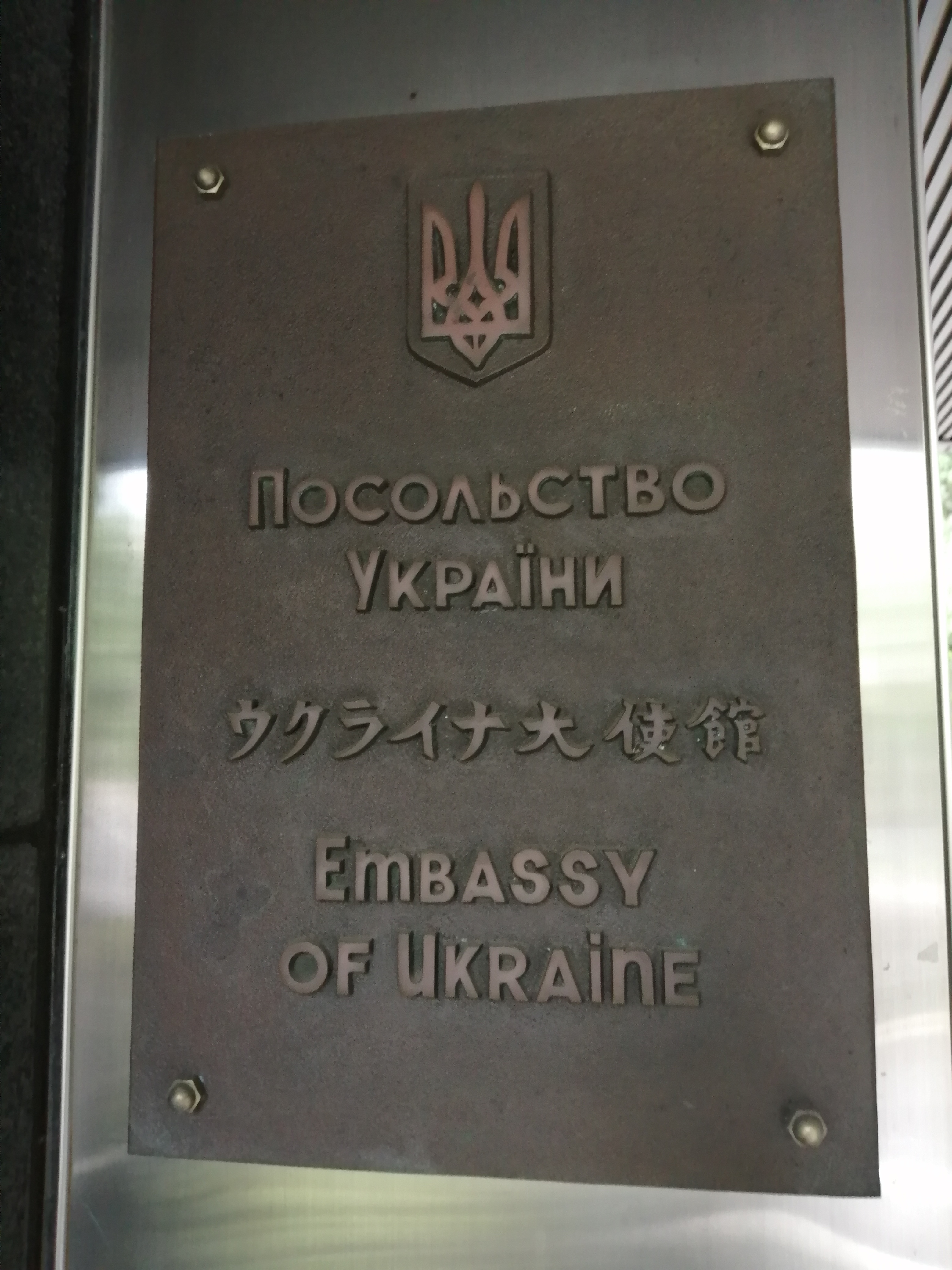
ウクライナ大使館表札